# (6062) Vespa
(6062) Vespa est un astéroïde de la ceinture principale.

## Description
(6062) Vespa est un astéroïde de la ceinture principale. Il fut découvert par Norman G. Thomas le 6 mai 1983 à la station Anderson Mesa de Flagstaff. Il présente une orbite caractérisée par un demi-grand axe de 3,2105 UA, une excentricité de 0,1601 et une inclinaison de 2,7959° par rapport à l'écliptique.

## Nom
Il fut nommé en hommage à la Vespa, célèbre ligne de scooters brevetée le 23 avril 1946 par la société italienne Piaggio & Co, S.p.A.

## Compléments